# Prufrock and Other Observations
Prufrock and Other Observations è la prima raccolta del poeta modernista Thomas Stearns Eliot. Fu pubblicata nel 1917, dopo che il poeta viene a contatto con le avanguardie inglesi e comincia la sua collaborazione con Ezra Pound, a cui lo stesso Eliot dedicherà il suo lavoro più celebre, The Waste Land. Il poema più noto della raccolta è Il canto d'amore di J. Alfred Prufrock.
In Prufrock and other observations Eliot ricorre ad una scelta filosofica che risponde alla crisi dell'io e dell'identità contemporanea con la proposta della frantumazione della coscienza, che trova la sua esplicazione attraverso la perdita (a livello stilistico) della linearità del discorso poetico.
Eliot adopera il linguaggio quotidiano e il verso libero, ereditato dalle influenze dei simbolisti francesi. Nei componimenti vi è inoltre compresenza di luoghi e tempi diversi e il puntuale ed elegante ricorso alla dimensione ironico-satirica.

## Edizioni
- (EN) T. S. Eliot, Prufrock and other observations, London, The Egoist Ltd, 1917. URL consultato il 14 aprile 2015.